# Latirka
Latirka, česky také Laturka nebo Latorka (ukrajinsky Латірка, rusínsky Латорка, maďarsky Latorcafő) je osada obce Bilasovycja, v nyžněvorotské vesnické komunitě (hromadě), v mukačevském okrese Zakarpatské oblasti Ukrajiny. V roce 2025 zde žilo 599 obyvatel.

## Historie
Do uzavření Trianonské smlouvy byla ves součástí Uherska, poté součástí Československa. V roce 1921 zde stálo 120 domů a žilo zde 686 obyvatel, z toho 17 Čechoslováků, 621 Rusínů, 4 Maďaři a 39 Židů.  Od 15. dubna 1939 byla součástí samostatného státu Karpatská Ukrajina; o několik dní později bylo Zakarpatí obsazeno maďarskými vojsky. Od roku 1945 byla součástí Ukrajinské sovětské socialistické republiky, která byla součástí SSSR. Od roku 1991 je součástí nezávislé Ukrajiny. Dne 12. června 2020 se stala součástí nyžněvorotské vesnické komunity.